# 12. stoletje pr. n. št.
Dvanajsto stoletje pr. n. št. obsega leta od 1200 pr. n. št. do vključno 1101 pr. n. št.

## Kronologija
Kronologija 12. stoletja pr. n. št. zajema pregled najpomembnejših svetovnih dogodkov v tem stoletju.

## Glavni dogodki
- Filistejci so si podredili Izraelce, ki so se naselili v Palestini.
- Dinastija Šang na Kitajskem je štela 30 kraljev, ki so si sledili v sorodstvenem zaporedju, vendar je zaradi notranjih nemirov okoli leta 1100 pr. n. št. propadla.
- Egiptovska monarhija se je pod naraščajočim vplivom svečenikov sončnega boga Amuna zrušila in tako je okoli leta 1100 pr. n. št. nastal politični in gospodarski zastoj.

## Dogodki v Evropi
- Kultura žarnih grobišč se je iz srednje Evrope razširila tudi na ozemlje bivše Jugoslavije.

## Religija in filozofija
- Kitajska filozofija se je pojavila v dobi dinastije Čou (1027-221 pr. n. št.), ko sta čedalje boljše obladovanje narave in večja družbena stabilnost omogočila demistifikacijo misli.

## Umetnost in arhitektura
- Najstarejše olmeško najdišče San Lorenzo je bilo ustanovljeno okoli leta 1150 pr. n. št. Olmeška kultura je ustvarila predvsem velike kamnite spomenike, med katerimi so tudi orjaške glave, ki tehtajo tudi več kot 40 ton.

## Glasba
- Ustne orgle ali šeng narejene iz trsta so se razvile na Kitajskem.

## Znanost in tehnologija
- Stekleno pološčenje je dosežek Mikencev. Pri tem postopku je bilo treba stekleni material spojiti s kovinsko osnovo. Taki izdelki so se prvič pojavili na Cipru v obliki zlatih prstanov, okrašenih s steklom-[1]
- Železne lemeže, ki so pomenili nadaljnji korak naprej v poljedelski tehnologiji so pričeli izdelovati v Mezopotamiji okoli leta 1100 pr. n. št.